# Колбасин, Александр Александрович
Александр Александрович Колбасин (9 мая 1927, Весёлые Терны, Криворожский округ — 1992, Днепропетровск) — советский учёный-экономист. Кандидат экономических наук, профессор. Ректор Днепропетровского сельскохозяйственного института.

## Биография
Родился 9 мая 1927 года в селе Весёлые Терны (ныне в черте города Кривой Рог).
Член КПСС. Участник Великой Отечественной войны, сын полка, разведчик, командир отделения разведки 5-го гвардейского кп 1-й гвардейской кд 1-го Украинского фронта.
С 1950 года — на хозяйственной, общественной и политической работе. В 1950—1992 годах — агроном, старший агроном, партийный работник в Днепропетровской области, секретарь Никопольского райкома КП Украины, первый секретарь Перещепинского райкома КП Украины.
С 1970 года — ректор Днепропетровского сельскохозяйственного института.
Делегат XXII съезда КПСС.
Умер в 1992 году в Днепропетровске.

## Научная деятельность

### Научные труды
- Рациональная разработка недр, охрана природы на	карьерах / А. А. Колбасин, Г. Л. Середа, Б. Н. Тартаковский ; др. — М. : Недра, 1983. — 118 с.